# Chút Dối Trá Tai Hại
Chút Dối Trá Tai Hại (tựa gốc Tiếng Anh: Big Little Lies) là một bộ phim truyền hình chính kịch của Hoa Kỳ dựa trên cuốn tiểu thuyết cùng tên năm 2014 của nhà văn Liane Moriarty. Được David E. Kelley sáng tạo và viết kịch bản, tác phẩm bao gồm tổng cộng 14 tập chia làm hai phần phát sóng trên đài HBO từ ngày 19 tháng 2 năm 2017 đến ngày 21 tháng 7 năm 2019. Khởi điểm ban đầu theo lời giới thiệu là một miniseries, Jean-Marc Vallée và Andrea Arnold đóng vai trò chỉ đạo diễn xuất trong hai mùa phim lần lượt theo thứ tự.
Big Little Lies quy tụ nhiều tài năng lớn của điện ảnh Hollywood bao gồm Reese Witherspoon, Nicole Kidman, Shailene Woodley, Laura Dern và Zoë Kravitz vào vai những người phụ nữ xinh đẹp cư trú trong khu dân cư khá giả thuộc vùng Monterey. Tưởng chừng luôn có một cuộc sống hoàn hảo như lớp vỏ bên ngoài, thế nhưng ẩn sâu bên trong họ cũng phải đối mặt với những vấn đề như bao người đàn bà bình dân khác: bạo lực gia đình, chồng cũ, vợ mới của chồng, mẹ đơn thân, con riêng và chung… Có lẽ chính vì thế mà cuộc sống của họ đôi khi cần phải nhờ đến một số lời nói dối vô hại. Và khi những câu cửa miệng giả tạo từ nhỏ bỗng hóa thành to, đó là lúc tình thế dần chuyển sang nguy hiểm. Mọi chuyện ngày càng trở nên tồi tệ hơn khi những bà mẹ này bị lôi kéo vào một cuộc điều tra giết người. Alexander Skarsgård, Adam Scott, James Tupper và Jeffrey Nordling góp mặt vào tuyến nhân vật phụ. Sang mùa phim tiếp theo, minh tinh huyền thoại Meryl Streep gia nhập dàn nhân lực chính, trong khi Kathryn Newton và Iain Armitage xuất hiện nhiều hơn để dẫn lối cốt truyện sau màn thể hiện nổi bật với tư cách vai định kỳ ở phần đầu.
Loạt phim đã nhận được sự hoan nghênh từ giới phê bình, nhiều cây bút đặc biệt đánh giá cao về sự đầu tư trong khâu kịch bản, đạo diễn, nhập vai, giá trị sản xuất, kỹ xảo điện ảnh và nhạc phim. Chỉ tính riêng mùa đầu, Big Little Lies đã vượt qua mọi đối thủ để thống lĩnh hoàn toàn hạng mục Series Giới Hạn tại Lễ Trao Giải Emmy Giờ Vàng Lần Thứ 69. Phim nhận được tổng cộng 8 tượng nữ thần trên tổng số 16 đề cử, trong đó bao gồm những giải quan trọng như Phim truyện ngắn hay nhất, Đạo diễn xuất sắc nhất và Diễn xuất tốt nhất cho Kidman, Skarsgård và Dern. Bộ ba minh tinh tiếp tục càn quét giải Quả Cầu Vàng cùng với hạng mục Phim truyền hình hay nhất vào năm 2018. Ngoài ra Hiệp hội Diễn viên Màn ảnh cũng trao giải cho Kidman và Skarsgård về màn trình diễn xuất sắc trong phim.

## Diễn viên

### Vai chính
- Reese Witherspoon trong vai Madeline Martha Mackenzie
- Nicole Kidman trong vai Celeste Wright
- Shailene Woodley trong vai Jane Chapman
- Alexander Skarsgård trong vai Perry Wright, chồng của Celeste
- Adam Scott trong vai Ed Mackenzie, chồng của Madeline
- Zoë Kravitz trong vai Bonnie Howard Carlson, vợ của Nathan
- James Tupper trong vai Nathan Carlson, bạn đời cũ của Madeline và chồng hiện tại của Bonnie
- Jeffrey Nordling trong vai Gordon Klein, chồng của Renata
- Laura Dern trong vai Renata Klein
- Iain Armitage trong vai Ziggy Chapman, con trai của Jane
- Sarah Baker trong vai Thea Cunningham (mùa 1)
- Sarah Burns trong vai Gabrielle (mùa 1)
- P. J. Byrne trong vai Warren Nippal, hiệu trưởng trường tiểu học Otter Bay
- Santiago Cabrera trong vai Joseph Bachman, giám đốc nhà hát (mùa 1, định kỳ mùa 2)
- Darby Camp trong vai Chloe Adaline Mackenzie, con gái của Madeline và Ed
- Gia Carides trong vai Melissa (mùa 1, định kỳ mùa 2)
- Hồng Châu trong vai Jackie (mùa 1)
- Kelen Coleman trong vai Harper Stimson (mùa 1, định kỳ mùa 2)
- Joseph Cross trong vai chủ quán cà phê yêu thích của Tom, Madeline và Celeste (mùa 1)
- Merrin Dungey trong vai thám tử Adrienne Quinlan
- Ivy George trong vai con gái của Amabella Klein, Renata và Gordon
- Virginia Kull trong vai cô Barnes, giáo viên tiểu học của bọn trẻ (mùa 1)
- Kathryn Newton trong vai Abigail Carlson, con gái của Madeline và Nathan
- Sarah Sokolovic trong vai Tori Bachman, vợ của Joseph
- Robin Weigert trong vai tiến sĩ Amanda Reisman, Perry và nhà trị liệu của Celeste
- Molly Hagan trong vai tiến sĩ Moriarty, nhà tâm lý học trẻ em của Ziggy (mùa 1)
- Patrick St. Esprit trong vai thị trưởng Bartley (mùa 1)[a]
- Annie Fitzgerald trong vai Tracy Rensing (mùa 1)[b]
- Meryl Streep trong vai Mary Louise Wright, mẹ của Perry (mùa 2)
- Cameron Crovetti trong vai Josh Wright, con trai của Celeste và Perry (mùa 2, định kỳ mùa 1)
- Nicholas Crovetti trong vai Max Wright, con trai của Celeste và Perry (mùa 2, định kỳ mùa 1)
- Mo McRae trong vai Michael Perkins, giáo viên lớp hai mới tại trường tiểu học Otter Bay (mùa 2)
- Douglas Smith trong vai Corey Brockfield, người yêu của Jane và đồng nghiệp tại Thủy cung Vịnh Monterey (mùa 2)
- Martin Donovan trong vai Martin Howard, cha của Bonnie (mùa 2)
- Crystal R. Fox trong vai Elizabeth Howard, mẹ của Bonnie (mùa 2)
- Denis O'Hare trong vai Ira Farber, luật sư của Mary Louise (mùa 2)
- Becky Ann Baker trong vai Marylin Cipriani, thẩm phán đảm nhận vụ án giam giữ Celeste và Mary Louise (mùa 2)
- Poorna Jagannathan trong vai Katie Richmond, luật sư của Celeste (mùa 2)

### Vai định kỳ
- Chloe Coleman trong vai Skye Carlson, con gái của Bonnie và Nathan
- Larry Sullivan trong vai Oren
- Larry Bates trong vai Stu
- Kathreen Khavari trong vai Samantha (mùa 1)
- David Monahan trong vai Bernard (mùa 1)

## Tập phim
| Mùa | Mùa | Số tập | Số tập | Phát sóng gốc       | Phát sóng gốc       |
| Mùa | Mùa | Số tập | Số tập | Phát sóng lần đầu   | Phát sóng lần cuối  |
| --- | --- | ------ | ------ | ------------------- | ------------------- |
|     | 1   | 7      | 7      | 19 tháng 2 năm 2017 | 2 tháng 4 năm 2017  |
|     | 2   | 7      | 7      | 9 tháng 6 năm 2019  | 21 tháng 7 năm 2019 |

### Mùa 1 (2017)
| TT. tổng thể | TT. trong mùa phim | Tiêu đề                 | Đạo diễn         | Biên kịch       | Ngày phát hành gốc  | Người xem tại tại Mỹ (triệu) |
| ------------ | ------------------ | ----------------------- | ---------------- | --------------- | ------------------- | ---------------------------- |
| 1            | 1                  | "Somebody's Dead"       | Jean-Marc Vallée | David E. Kelley | 19 tháng 2 năm 2017 | 1.13                         |
| 2            | 2                  | "Serious Mothering"     | Jean-Marc Vallée | David E. Kelley | 26 tháng 2 năm 2017 | 0.56                         |
| 3            | 3                  | "Living the Dream"      | Jean-Marc Vallée | David E. Kelley | 5 tháng 3 năm 2017  | 1.04                         |
| 4            | 4                  | "Push Comes to Shove"   | Jean-Marc Vallée | David E. Kelley | 12 tháng 3 năm 2017 | 1.04                         |
| 5            | 5                  | "Once Bitten"           | Jean-Marc Vallée | David E. Kelley | 19 tháng 3 năm 2017 | 1.17                         |
| 6            | 6                  | "Burning Love"          | Jean-Marc Vallée | David E. Kelley | 26 tháng 3 năm 2017 | 1.39                         |
| 7            | 7                  | "You Get What You Need" | Jean-Marc Vallée | David E. Kelley | 2 tháng 4 năm 2017  | 1.86                         |

### Mùa 2 (2019)
| TT. tổng thể | TT. trong mùa phim | Tiêu đề                | Đạo diễn      | Biên kịch                                                                 | Ngày phát hành gốc  | Người xem tại tại Mỹ (triệu) |
| ------------ | ------------------ | ---------------------- | ------------- | ------------------------------------------------------------------------- | ------------------- | ---------------------------- |
| 8            | 1                  | "What Have They Done?" | Andrea Arnold | Kịch bản : David E. Kelley Cốt truyện : David E. Kelley và Liane Moriarty | 9 tháng 6 năm 2019  | 1.42                         |
| 9            | 2                  | "Tell-Tale Hearts"     | Andrea Arnold | Kịch bản : David E. Kelley Cốt truyện : David E. Kelley và Liane Moriarty | 16 tháng 6 năm 2019 | 1.47                         |
| 10           | 3                  | "The End of the World" | Andrea Arnold | Kịch bản : David E. Kelley Cốt truyện : David E. Kelley và Liane Moriarty | 23 tháng 6 năm 2019 | 1.62                         |
| 11           | 4                  | "She Knows"            | Andrea Arnold | Kịch bản : David E. Kelley Cốt truyện : David E. Kelley và Liane Moriarty | 30 tháng 6 năm 2019 | 1.61                         |
| 12           | 5                  | "Kill Me"              | Andrea Arnold | Kịch bản : David E. Kelley Cốt truyện : David E. Kelley và Liane Moriarty | 7 tháng 7 năm 2019  | 1.77                         |
| 13           | 6                  | "The Bad Mother"       | Andrea Arnold | Kịch bản : David E. Kelley Cốt truyện : David E. Kelley và Liane Moriarty | 14 tháng 7 năm 2019 | 1.63                         |
| 14           | 7                  | "I Want to Know"       | Andrea Arnold | Kịch bản : David E. Kelley Cốt truyện : David E. Kelley và Liane Moriarty | 21 tháng 7 năm 2019 | 1.98                         |

## Sản xuất

### Phát triển
Hai minh tinh màn bạc Nicole Kidman và Reese Witherspoon thông báo lựa chọn quyền chuyển thể cuốn tiểu thuyết Big Little Lies của Liane Moriarty lên màn ảnh vào ngày 6 tháng 8 năm 2014, chưa đầy một tháng sau khi tập sách được xuất bản. Ban đầu họ kỳ vọng sẽ phát triển dự án thành phim điện ảnh kiêm đóng vai chính và đồng điều hành sản xuất, nhiệm vụ sau này được san sẻ với Bruna Papandrea, Per Saari và tác giả Moriarty. Tháng 11 cùng năm, hai nữ diễn viên cho biết sẽ chuyển nguyên tác sang dạng phim truyền hình dài tập do nhà văn David E. Kelley chấp bút kịch bản. Trong tháng 5 năm 2015, nhà đài HBO đặt hàng loạt phim này và Kelley thông báo sẽ tham gia dàn nhân sự điều hành hậu cần. Đến tháng 10, đạo diễn Jean-Marc Vallée được cho là đang đàm phán với nhóm dự án để đảm nhận vai trò chỉ đạo tập đầu tiên và có thể là những phần khác trong tương lai. Truyền thông chính thức xác nhận sự tham gia của ông với toàn bộ bảy tập phim trong phần mở đầu gần hai tháng sau đó. Thời gian phát hành của series là 19 tháng 2 năm 2017, thông tin này công bố rộng rãi vào tháng 11 năm 2016.
Khởi nguồn định hình và tiếp thị là miniseries, phần phim mới tiềm năng của Big Little Lies được khán giả và giới truyền thông bàn luận sôi nổi. Vào tháng 7 năm 2017, hai tuần sau khi dàn diễn viên và đoàn làm phim nhận được đến 16 đề cử cho Lễ Trao Giải Emmy Giờ Vàng Lần Thứ 69, Witherspoon chia sẻ với cánh phóng viên: "Tính đến thời điểm hiện tại, tôi nghĩ mọi thứ vẫn ổn. Tôi cảm thấy thực sự hài lòng về vị trí của tác phẩm, và nếu đây là tất cả những gì từng có, thì đó là một điều tuyệt vời mà tất cả chúng ta đã cùng nhau đạt được". Tuy nhiên một thời gian không lâu sau, HBO tiết lộ dự án có triển vọng ra mắt mùa thứ hai, nhà văn nguyên tác cuốn sách được yêu cầu viết thêm mạch truyện mới cho phần sau. Trong một cuộc phỏng vấn vào tháng 4 năm 2017, Vallée đã phản đối mạnh mẽ ý tưởng tiếp tục sản xuất loạt phim này: "Không có lý do gì để làm nữa. Đó chỉ là thỏa thuận một lần và kết thúc theo cách làm cho khán giả tưởng tượng điều gì có thể xảy ra. Nếu thực hiện phần hai, chúng tôi sẽ phá vỡ điều tuyệt vời đó và làm hỏng nó mất." Tuy nhiên khi ông và loạt phim đoạt được một số giải Emmy quan trọng, vị đạo diễn đã thay đổi quyết định: "Thật tuyệt khi được đoàn tụ nhóm và làm điều đó. Chúng ta sẽ có thể thực hiện nó cùng nhau không? Ước gì."
Đến tháng 12 năm 2017, HBO đã chính thức làm mới series cho phần sau gồm bảy tập do Kelley viết kịch bản và Andrea Arnold đạo diễn dựa trên cuốn tiểu thuyết mới của Moriarty, đồng thời Vallée vẫn là nhà sản xuất điều hành. Việc thông báo về mùa thứ hai đã khiến nhà sản xuất của các chương trình đối thủ đang cạnh tranh để giành được đề cử giải thưởng trong các hạng mục series giới hạn phẫn nộ, vì thông tin dường như được dàn xếp công bố sau khi cuộc bỏ phiếu cho giải Truyền Hình Do Các Nhà Phê Bình Lựa Chọn và giải Quả Cầu Vàng đã kết thúc. Do đó, Hiệp Hội Các Nhà Sản Xuất Hoa Kỳ đã tổ chức lại cuộc bỏ phiếu cho lễ trao giải năm 2018 của họ, phân loại Big Little Lies từ loạt phim giới hạn thành phim truyền hình chính kịch. Phần hai được công chiếu vào ngày 9 tháng 6 năm 2019.

### Tranh cãi
Vào tháng 7 năm 2019, IndieWire loan tin Andrea Arnold đã bị tước quyền kiểm soát sáng tạo sau khi hoàn tất quá trình quay phim, vị trí này sau đó trao lại cho đạo diễn phần một Jean-Marc Vallée trong nỗ lực thống nhất phong cách ghi hình giữa các phần. Ban đầu, HBO hứa với Arnold rằng chương trình sẽ được thực hiện với tầm nhìn của cô, bao gồm cả phần hậu kỳ và không hề biết việc Vallée sẽ biên tập luôn đoạn phim mà cô đã quay. Sau khi Vallée hoàn thành công việc trong loạt phim kinh dị Sharp Objects, anh tiếp quản quá trình hiệu chỉnh cùng với nhóm biên tập của riêng mình ở Montreal. Ngoài ra HBO còn yêu cầu thêm 17 ngày chụp ảnh bổ sung (quay lại) do Arnold bấm máy nhưng lại để Vallée giám sát. Việc làm lại đáng kể các tập phim cũng diễn ra, trong đó có một số đoạn đã được rút ngắn. Đáp lại toàn bộ những sự việc trên, chủ tịch HBO Casey Bloys tuyên bố: "Có rất nhiều thông tin sai lệch xung quanh chủ đề đó" và "đạo diễn thường không có quyền kiểm soát sáng tạo cuối cùng". Bloys truyền thông rõ việc Vallée quay lại là nhằm để "cải thiện các tập phim" sau khi được toàn bộ đội ngũ sản xuất yêu cầu, bao gồm cả Reese Witherspoon và Nicole Kidman. Họ đã nói với Arnold về quy trình làm việc sẽ diễn ra như thế nào ngay từ ban đầu.

### Tuyển vai
Cùng với thông báo ban đầu về quá trình phát triển sản xuất, Kidman và Witherspoon sẽ kiêm luôn phần tạo hình chính trong bản chuyển thể. Trong tháng 12 năm 2015, Shailene Woodley, Adam Scott, Laura Dern và Zoë Kravitz được lựa chọn gia nhập dàn diễn viên chủ đạo, còn Kathryn Newton sẽ đảm nhận vai định kỳ. Tháng sau truyền thông tiếp tục đưa tin Alexander Skarsgård, James Tupper và Jeffrey Nordling hóa thân vào những nhân vật quan trọng, trong khi Santiago Cabrera, P. J. Byrne, Kelen Coleman, Sarah Burns, Darby Camp, Cameron và Nicholas Crovetti, Ivy George, Chloe Coleman, Virginia Kull, Sarah Baker, Kathreen Khavari, Larry Bates, Hồng Châu, Gia Carides, Merrin Dungey, Larry Sullivan, David Monahan và Iain Armitage tham gia tuyến vai phụ. Chi tiết hơn, Armitage đóng vai trò là con trai của nữ diễn viên Shailene Woodley.
Sau khi mùa thứ hai được nhà đài phê duyệt, vào tháng 1 năm 2018, báo chí đồng loạt đưa tin Meryl Streep sẽ đồng hành cùng dàn nhân vật chính dưới danh nghĩa mẹ của Skarsgård. Trong tháng 2, Woodley, Dern, Kravitz, Scott, Tupper, Nordling và Armitage xác nhận quay trở lại loạt phim. Tháng 3 cùng năm, Douglas Smith chính thức giành một suất định kỳ. Đến tháng 4, bài viết báo mạng chia sẻ tin Crystal Fox được chọn vào vai chính, Newton và Sokolovic sẽ xuất hiện lần nữa, trong khi Mo McRae và Martin Donovan góp mặt định kỳ cùng với với sự hiện diện lần hai của Weigert và Dungey. Tuy nhiên cuối cùng thì chỉ có Newton là được ghi nhận trong dàn nhân sự nổi bật, sự xuất hiện của Fox và Sokolovic thể hiện trong danh đề phim dưới dạng vai định kỳ. Những bản tin báo cáo trong giai đoạn cuối cho biết Byrne và Poorna Jagannathan sẽ tham gia vào series trong tháng 5, tiếp theo là Denis O'Hare vào tháng 6.

### Quay phim
Đối với mùa đầu tiên, Vallée ghi hình loạt phim bằng máy ảnh kỹ thuật số Arri Alexa, ông ưu tiên sử dụng ánh sáng tự nhiên và phong cách quay cầm tay để cho phép các diễn viên di chuyển tự do xung quanh trường quay. Một số cảnh được thu ở khu vực thuộc bán đảo Monterey, Big Sur, Pacific Grove và cao nguyên Carmel.

### Nhạc nền
Công ty thu âm ABKCO Records đã phát hành nhạc phim cho hai mùa lần lượt vào ngày 31 tháng 3 năm 2017 và 19 tháng 7 năm 2019.

## Phát hành

### Công chiếu
Ngày 7 tháng 2 năm 2017, bộ phim đã tổ chức buổi ra mắt chính thức tại Nhà hát Trung Quốc TCL ở Los Angeles, California. Trên bình diện quốc tế, series được công chiếu lần đầu vào ngày 20 tháng 2 năm 2017 tại Úc trên kênh Fox Showcase, ngày 13 tháng 3 năm 2017 ở Vương quốc Anh và cuối cùng phát sóng trong vùng lãnh thổ của Ireland trên kênh Sky Atlantic.

### Tiếp thị
HBO phát hành đoạn giới thiệu đầu tiên cho loạt phim vào ngày 16 tháng 10 năm 2016. Đến ngày 5 tháng 12 cùng năm thì trailer giới thiệu đầy đủ chính thức trình làng với khán giả.

### Tại gia
Ngày 1 tháng 8 năm 2017, phần mở đầu phát hành trên đĩa Blu-ray và DVD. Tiếp theo là mùa hai ra mắt trong ngày 7 tháng 1 năm 2020 với định dạng DVD và Blu-ray sản xuất theo yêu cầu lần lượt thuộc sở hữu của Warner Home Entertainment và Warner Archive Collection.

## Đón nhận

### Đánh  giá
| Mùa | Rotten Tomatoes    | Metacritic       |
| --- | ------------------ | ---------------- |
| 1   | 93% (199 đánh giá) | 75 (42 đánh giá) |
| 2   | 86% (265 đánh giá) | 82 (36 đánh giá) |

Trên trang web tổng hợp đánh giá Rotten Tomatoes, phần đầu tiên sở hữu 93% "chứng nhận tươi" với điểm xếp hạng trung bình là 8/10 dựa trên 199 bài đánh giá. Nhìn chung loạt bài góp ý đều đồng thuận ở nội dung: "Hài hước cay đắng và gây nghiện cao, Big Little Lies là một chuyến đi đầy thú vị, ly kỳ được dẫn dắt bởi dàn diễn viên hạng nhất." Trang Metacritic sử dụng công thức bình quân gia quyền đã cho điểm mùa đầu đạt ngưỡng 75/100 dựa trên 42 nhà phê bình, cho thấy "các bài bình luận nhìn chung là thuận lợi". Tạp chí Time sau đó đã liệt kê Big Little Lies là một trong mười chương trình truyền hình hay nhất năm 2017.
Đến phần tiếp theo, 86% "chứng nhận tươi" là tỷ trọng bộ phim nhận được từ Rotten Tomatoes với điểm số 7.7/10 dựa trên 265 bài đánh giá. Mấu chốt đồng thuận của trang web nằm ở chi tiết: "Lộng lẫy và hấp dẫn, Big Little Lies phần hai nhân đôi sự hài hước đen tối và mang đến cho dàn diễn viên ấn tượng thậm chí nhiều kịch tính thú vị hơn để nghiền ngẫm – đặc biệt là một Meryl Streep vô cùng xuất sắc." Trên Metacritic, phim đạt số điểm 82/100 dựa trên 36 nhà phê bình, cho thấy "sự hoan nghênh nhiệt liệt". Cây bút Ben Travers của trang IndieWire đã viết một bài đánh giá tích cực và cho điểm "B+", anh kết luận phần hai là một "con quái vật hoàn toàn khác" và "cảm giác không giống như phần bổ sung cần thiết nhiều như đoạn kết thú vị", nhưng nó "vẫn rất, rất tốt".

### Rating

#### Mùa 1
| No. | Tiêu đề                 | Ngày phát sóng   | Rating (18–49) | Người xem (triệu) | DVR (18–49) | Người xem DVR (triệu) | Tổng (18–49) | Tổng người xem (triệu) |
| --- | ----------------------- | ---------------- | -------------- | ----------------- | ----------- | --------------------- | ------------ | ---------------------- |
| 1   | "Somebody's Dead"       | 19 tháng 2, 2017 | 0.3            | 1.13              | 0.3         | —                     | 0.6          | —                      |
| 2   | "Serious Mothering"     | 26 tháng 2, 2017 | 0.2            | 0.56              | 0.3         | 0.84                  | 0.5          | 1.39                   |
| 3   | "Living the Dream"      | 5 tháng 3, 2017  | 0.4            | 1.04              | —           | —                     | —            | —                      |
| 4   | "Push Comes to Shove"   | 12 tháng 3, 2017 | 0.4            | 1.04              | —           | —                     | —            | —                      |
| 5   | "Once Bitten"           | 19 tháng 3, 2017 | 0.4            | 1.17              | —           | —                     | —            | —                      |
| 6   | "Burning Love"          | 26 tháng 3, 2017 | 0.5            | 1.39              | 0.3         | —                     | 0.8          | —                      |
| 7   | "You Get What You Need" | 2 tháng 4, 2017  | 0.7            | 1.86              | 0.3         | 0.93                  | 1.0          | 2.79                   |

#### Mùa 2
| No. | Tiêu đề                | Ngày phát sóng   | Rating (18–49) | Người xem (triệu) | DVR (18–49) | Người xem DVR (triệu) | Tổng (18–49) | Tổng người xem (triệu) |
| --- | ---------------------- | ---------------- | -------------- | ----------------- | ----------- | --------------------- | ------------ | ---------------------- |
| 1   | "What Have They Done?" | 9 tháng 6, 2019  | 0.4            | 1.42              | 0.3         | 1.12                  | 0.7          | 2.54                   |
| 2   | "Tell-Tale Hearts"     | 16 tháng 6, 2019 | 0.5            | 1.47              | 0.4         | 1.34                  | 0.9          | 2.81                   |
| 3   | "The End of the World" | 23 tháng 6, 2019 | 0.4            | 1.62              | 0.4         | 1.19                  | 0.8          | 2.81                   |
| 4   | "She Knows"            | 30 tháng 6, 2019 | 0.4            | 1.61              | 0.4         | 1.17                  | 0.8          | 2.77                   |
| 5   | "Kill Me"              | 7 tháng 7, 2019  | 0.5            | 1.77              | 0.4         | 1.23                  | 0.9          | 3.00                   |
| 6   | "The Bad Mother"       | 14 tháng 7, 2019 | 0.4            | 1.63              | 0.4         | 1.20                  | 0.8          | 2.84                   |
| 7   | "I Want to Know"       | 21 tháng 7, 2019 | 0.5            | 1.98              | 0.4         | 1.18                  | 0.9          | 3.17                   |

### Thành tựu
| Năm   | Giải thưởng                                    | Hạng mục                                                                                                   | Người nhận | Kết quả   | Ref.    |
| Mùa 1 | Mùa 1                                          | Mùa 1 | Mùa 1 | Mùa 1     | Mùa 1   |
| ----- | ---------------------------------------------- | --- | --- | --------- | ------- |
| 2017  | Giải Viện Phim Mỹ                              | Top 10 chương trình truyền hình hàng đầu của năm                                                           | Big Little Lies | Đoạt giải | [ 88 ]  |
| 2017  | Giải Quả Cầu Vàng                              | Miniseries hoặc phim truyền hình hay nhất                                                                  | Big Little Lies | Đoạt giải | [ 89 ]  |
| 2017  | Giải Quả Cầu Vàng                              | Nữ diễn viên chính xuất sắc nhất – Miniseries hoặc Phim truyền hình                                        | Nicole Kidman | Đoạt giải | [ 89 ]  |
| 2017  | Giải Quả Cầu Vàng                              | Nữ diễn viên chính xuất sắc nhất – Miniseries hoặc Phim truyền hình                                        | Reese Witherspoon | Đề cử     | [ 89 ]  |
| 2017  | Giải Quả Cầu Vàng                              | Nam diễn viên phụ xuất sắc nhất – Series, Miniseries hoặc Phim truyền hình                                 | Alexander Skarsgård | Đoạt giải | [ 89 ]  |
| 2017  | Giải Quả Cầu Vàng                              | Nữ diễn viên phụ xuất sắc nhất – Series, Miniseries hoặc Phim truyền hình                                  | Laura Dern | Đoạt giải | [ 89 ]  |
| 2017  | Giải Quả Cầu Vàng                              | Nữ diễn viên phụ xuất sắc nhất – Series, Miniseries hoặc Phim truyền hình                                  | Shailene Woodley | Đề cử     | [ 89 ]  |
| 2017  | Giải Emmy Giờ Vàng                             | Series giới hạn hay nhất                                                                                   | David E. Kelley, Jean-Marc Vallée, Reese Witherspoon, Bruna Papandrea, Nicole Kidman, Per Saari, Gregg Fienberg, Nathan Ross và Barbara A. Hall | Đoạt giải | [ 90 ]  |
| 2017  | Giải Emmy Giờ Vàng                             | Đạo diễn xuất sắc cho series giới hạn, phim điện ảnh hoặc chính kịch đặc biệt                              | Jean-Marc Vallée | Đoạt giải | [ 90 ]  |
| 2017  | Giải Emmy Giờ Vàng                             | Nữ diễn viên chính xuất sắc trong series giới hạn hoặc phim điện ảnh                                       | Nicole Kidman | Đoạt giải | [ 90 ]  |
| 2017  | Giải Emmy Giờ Vàng                             | Nữ diễn viên chính xuất sắc trong series giới hạn hoặc phim điện ảnh                                       | Reese Witherspoon | Đề cử     | [ 90 ]  |
| 2017  | Giải Emmy Giờ Vàng                             | Nam diễn viên chính xuất sắc trong series giới hạn hoặc phim điện ảnh                                      | Alexander Skarsgård | Đoạt giải | [ 90 ]  |
| 2017  | Giải Emmy Giờ Vàng                             | Nữ diễn viên phụ xuất sắc trong series giới hạn hoặc phim điện ảnh                                         | Laura Dern | Đoạt giải | [ 90 ]  |
| 2017  | Giải Emmy Giờ Vàng                             | Nữ diễn viên phụ xuất sắc trong series giới hạn hoặc phim điện ảnh                                         | Shailene Woodley | Đề cử     | [ 90 ]  |
| 2017  | Giải Emmy Giờ Vàng                             | Kịch bản xuất sắc cho series giới hạn, phim điện ảnh hoặc chính kịch đặc biệt                              | David E. Kelley | Đề cử     | [ 90 ]  |
| 2017  | Giải Emmy Nghệ Thuật Sáng Tạo Giờ Vàng         | Dàn diễn viên xuất sắc cho series giới hạn, phim điện ảnh hoặc đặc biệt                                    | David Rubin | Đoạt giải | [ 90 ]  |
| 2017  | Giải Emmy Nghệ Thuật Sáng Tạo Giờ Vàng         | Quay phim xuất sắc cho series giới hạn hoặc phim điện ảnh                                                  | Yves Bélanger | Đề cử     | [ 90 ]  |
| 2017  | Giải Emmy Nghệ Thuật Sáng Tạo Giờ Vàng         | Trang phục đương đại nổi bật cho một series, series giới hạn hoặc phim điện ảnh                            | Alix Friedberg, Risa Garcia và Patricia McLaughlin | Đoạt giải | [ 90 ]  |
| 2017  | Giải Emmy Nghệ Thuật Sáng Tạo Giờ Vàng         | Tạo kiểu tóc xuất sắc cho series giới hạn hoặc phim điện ảnh                                               | Michelle Ceglia, Nickole C. Jones, Lona Vigi, Frances Mathias và Jocelyn Mulhern | Đề cử     | [ 90 ]  |
| 2017  | Giải Emmy Nghệ Thuật Sáng Tạo Giờ Vàng         | Trang điểm xuất sắc cho series giới hạn hoặc phim điện ảnh (Không lắp bộ phận giả)                         | Steve Artmont, Nicole Artmont, Angela Levin, Molly R Stern và Claudia Humburg | Đề cử     | [ 90 ]  |
| 2017  | Giải Emmy Nghệ Thuật Sáng Tạo Giờ Vàng         | Giám sát âm nhạc xuất sắc nhất                                                                             | Susan Jacobs | Đoạt giải | [ 90 ]  |
| 2017  | Giải Emmy Nghệ Thuật Sáng Tạo Giờ Vàng         | Biên tập hình ảnh camera đơn xuất sắc cho series giới hạn hoặc phim điện ảnh                               | Veronique Barbe, David Berman, Justin LaChance, Maxime Lahaie, Sylvain Lebel và Jim Vega | Đề cử     | [ 90 ]  |
| 2017  | Giải Emmy Nghệ Thuật Sáng Tạo Giờ Vàng         | Hòa âm xuất sắc cho series giới hạn hoặc phim điện ảnh                                                     | Gavin Fernandes, Louis Gignac và Brendan Beebe | Đề cử     | [ 90 ]  |
| 2017  | Giải TCA                                       | Chương trình của năm                                                                                       | Big Little Lies | Đề cử     | [ 91 ]  |
| 2017  | Giải TCA                                       | Thành tựu nổi bật trong phim điện ảnh, miniseries và đặc biệt                                              | Big Little Lies | Đoạt giải | [ 91 ]  |
| 2017  | Giải TCA                                       | Thành tựu cá nhân trong phim chính kịch                                                                    | Nicole Kidman | Đề cử     | [ 91 ]  |
| 2018  | Giải Biên Tập Điện Ảnh Hoa Kỳ                  | Phim chính kịch được biên tập xuất sắc nhất dành cho truyền hình phi thương mại                            | David Berman | Đề cử     | [ 92 ]  |
| 2018  | Giải Hiệp Hội Giám Đốc Nghệ Thuật              | Phim truyền hình hoặc series giới hạn                                                                      | John Paino (cho tập "Somebody's Dead", "Living the Dream", "You Get What You Need") | Đề cử     | [ 93 ]  |
| 2018  | Giải Truyền Hình Học Viện Anh Quốc             | Chương trình quốc tế xuất sắc nhất                                                                         | Big Little Lies | Đề cử     | [ 94 ]  |
| 2018  | Giải Xã Hội Âm Thanh Điện Ảnh                  | Thành tựu nổi bật về hòa âm cho phim truyền hình hoặc Mini-Series                                          | Brendan Beebe, Gavin Fernandes và Louis Gignac (cho tập "You Get What You Need") | Đề cử     | [ 95 ]  |
| 2018  | Giải Hiệp Hội Nhà Thiết Kế Trang Phục          | Xuất sắc trong phim truyền hình đương đại                                                                  | Alix Friedberg | Đề cử     | [ 96 ]  |
| 2018  | Giải Truyền Hình Do Các Nhà Phê Bình Lựa Chọn  | Series giới hạn xuất sắc nhất                                                                              | Big Little Lies | Đoạt giải | [ 97 ]  |
| 2018  | Giải Truyền Hình Do Các Nhà Phê Bình Lựa Chọn  | Nữ diễn viên chính xuất sắc nhất trong phim truyền hình hoặc series giới hạn                               | Nicole Kidman | Đoạt giải | [ 97 ]  |
| 2018  | Giải Truyền Hình Do Các Nhà Phê Bình Lựa Chọn  | Nữ diễn viên chính xuất sắc nhất trong phim truyền hình hoặc series giới hạn                               | Reese Witherspoon | Đề cử     | [ 97 ]  |
| 2018  | Giải Truyền Hình Do Các Nhà Phê Bình Lựa Chọn  | Nam diễn viên phụ xuất sắc nhất trong phim truyền hình hoặc series giới hạn                                | Alexander Skarsgård | Đoạt giải | [ 97 ]  |
| 2018  | Giải Truyền Hình Do Các Nhà Phê Bình Lựa Chọn  | Nữ diễn viên phụ xuất sắc nhất trong phim truyền hình hoặc series giới hạn                                 | Laura Dern | Đoạt giải | [ 97 ]  |
| 2018  | Giải Hiệp Hội Quản Lý Địa Điểm                 | Địa điểm nổi bật trong truyền hình đương đại                                                               | Greg Alpert | Đề cử     | [ 98 ]  |
| 2018  | Giải Hiệp Hội Các Nhà Sản Xuất Hoa Kỳ          | Giải Norman Felton cho nhà sản xuất xuất sắc của truyền hình nhiều tập, chính kịch                         | Big Little Lies | Đề cử     | [ 99 ]  |
| 2018  | Giải Vệ Tinh                                   | Miniseries xuất sắc nhất                                                                                   | Big Little Lies | Đoạt giải | [ 100 ] |
| 2018  | Giải Vệ Tinh                                   | Nữ diễn viên chính xuất sắc nhất – Miniseries hoặc Phim truyền hình                                        | Nicole Kidman | Đoạt giải | [ 100 ] |
| 2018  | Giải Vệ Tinh                                   | Nam diễn viên phụ xuất sắc nhất – Series, Miniseries hoặc Phim truyền hình                                 | Alexander Skarsgård | Đề cử     | [ 100 ] |
| 2018  | Giải Vệ Tinh                                   | Nữ diễn viên phụ xuất sắc nhất – Series, Miniseries hoặc Phim truyền hình                                  | Laura Dern | Đề cử     | [ 100 ] |
| 2018  | Giải Vệ Tinh                                   | Nữ diễn viên phụ xuất sắc nhất – Series, Miniseries hoặc Phim truyền hình                                  | Shailene Woodley | Đề cử     | [ 100 ] |
| 2018  | Giải Hiệp Hội Diễn Viên Màn Ảnh                | Màn trình diễn xuất sắc nhất của nam diễn viên trong phim truyền hình hoặc series giới hạn                 | Alexander Skarsgård | Đoạt giải | [ 101 ] |
| 2018  | Giải Hiệp Hội Diễn Viên Màn Ảnh                | Màn trình diễn xuất sắc nhất của nữ diễn viên trong phim truyền hình hoặc series giới hạn                  | Laura Dern | Đề cử     | [ 101 ] |
| 2018  | Giải Hiệp Hội Diễn Viên Màn Ảnh                | Màn trình diễn xuất sắc nhất của nữ diễn viên trong phim truyền hình hoặc series giới hạn                  | Nicole Kidman | Đoạt giải | [ 101 ] |
| 2018  | Giải Hiệp Hội Diễn Viên Màn Ảnh                | Màn trình diễn xuất sắc nhất của nữ diễn viên trong phim truyền hình hoặc series giới hạn                  | Reese Witherspoon | Đề cử     | [ 101 ] |
| 2018  | Giải Hiệp Hội Nhà Văn Hoa Kỳ                   | Dạng dài – Chuyển thể                                                                                      | David E. Kelley | Đoạt giải | [ 102 ] |
| 2018  | Giải USC Scripter                              | Kịch bản truyền hình chuyển thể hay nhất                                                                   | David E. Kelley và Liane Moriarty (cho tập "You Get What You Need") | Đề cử     | [ 103 ] |
| Mùa 2 |                                                | | |           |         |
| 2019  | Giải Vệ Tinh                                   | Nữ diễn viên phụ xuất sắc nhất – Series, Miniseries hoặc Phim truyền hình                                  | Meryl Streep | Đề cử     | [ 104 ] |
| 2020  | Giải Hiệp Hội Giám Đốc Nghệ Thuật              | Series máy ảnh đơn đương đại kéo dài một giờ                                                               | John Paino (cho tập "What Have They Done?", "The Bad Mother" & "I Want to Know") | Đề cử     | [ 105 ] |
| 2020  | Giải Truyền Hình Cuộn Phim Đen                 | Nữ diễn viên phụ xuất sắc nhất, phim chính kịch                                                            | Zoë Kravitz | Đề cử     | [ 106 ] |
| 2020  | Giải Hiệp Hội Nhà Thiết Kế Trang Phục          | Truyền hình đương đại xuất sắc nhất                                                                        | Alix Friedberg (cho tập "She Knows") | Đề cử     | [ 107 ] |
| 2020  | Giải Truyền Hình Do Các Nhà Phê Bình Lựa Chọn  | Nữ diễn viên chính xuất sắc nhất trong series chính kịch                                                   | Nicole Kidman | Đề cử     | [ 108 ] |
| 2020  | Giải Truyền Hình Do Các Nhà Phê Bình Lựa Chọn  | Nữ diễn viên phụ xuất sắc nhất trong series chính kịch                                                     | Laura Dern | Đề cử     | [ 108 ] |
| 2020  | Giải Truyền Hình Do Các Nhà Phê Bình Lựa Chọn  | Nữ diễn viên phụ xuất sắc nhất trong series chính kịch                                                     | Meryl Streep | Đề cử     | [ 108 ] |
| 2020  | Giải Quả Cầu Vàng                              | Phim truyền hình hay nhất – Chính kịch                                                                     | Big Little Lies | Đề cử     | [ 109 ] |
| 2020  | Giải Quả Cầu Vàng                              | Nữ diễn viên chính xuất sắc nhất – Phim truyền hình chính kịch                                             | Nicole Kidman | Đề cử     | [ 109 ] |
| 2020  | Giải Quả Cầu Vàng                              | Nữ diễn viên phụ xuất sắc nhất – Series, Miniseries hoặc Phim truyền hình                                  | Meryl Streep | Đề cử     | [ 109 ] |
| 2020  | Hiệp Hội Nghệ Sĩ Trang Điểm Và Nhà Tạo Mẫu Tóc | Series truyền hình hay nhất, Mini-Series hoặc Series truyền thông mới – Trang điểm đương đại xuất sắc nhất | Michelle Radow và Erin Good-Rosenmann | Đoạt giải | [ 110 ] |
| 2020  | Hiệp Hội Nghệ Sĩ Trang Điểm Và Nhà Tạo Mẫu Tóc | Series truyền hình hay nhất, Mini-Series hoặc Series truyền thông mới - Tạo kiểu tóc đương đại             | Jose Zamora, Lorena Zamora và Lona Vigi | Đoạt giải | [ 110 ] |
| 2020  | Giải Emmy Giờ Vàng                             | Nữ diễn viên phụ xuất sắc trong phim truyền hình chính kịch                                                | Laura Dern (cho tập "Tell-Tale Hearts") | Đề cử     | [ 111 ] |
| 2020  | Giải Emmy Giờ Vàng                             | Nữ diễn viên phụ xuất sắc trong phim truyền hình chính kịch                                                | Meryl Streep (cho tập "I Want to Know") | Đề cử     | [ 111 ] |
| 2020  | Giải Emmy Nghệ thuật Sáng tạo Giờ Vàng         | Dàn diễn viên xuất sắc cho phim truyền hình chính kịch                                                     | David Rubin | Đề cử     | [ 112 ] |
| 2020  | Giải Emmy Nghệ thuật Sáng tạo Giờ Vàng         | Trang đIểm đương đạI xuất sắc (không lắp bộ phận giả)                                                      | Michelle Radow, Erin Rosenmann, Karen Rentrop, Molly R. Stern, Angela Levin, Simone Almekias-Siegl, Miho Suzuki và Claudia Humburg (cho tập "She Knows") | Đề cử     | [ 112 ] |
| 2020  | Giải Emmy Nghệ thuật Sáng tạo Giờ Vàng         | Thiết kế sản xuất xuất sắc cho chương trình đương đại tường thuật (một giờ trở lên)                        | John Paino, Austin Gorg và Amy Wells (cho tập "What Have They Done?", "The Bad Mother", "I Want to Know") | Đề cử     | [ 112 ] |
| 2020  | Giải Hiệp Hội Các Nhà Sản Xuất Hoa Kỳ          | Giải Norman Felton cho nhà sản xuất xuất sắc của truyền hình nhiều tập, chính kịch                         | Big Little Lies | Đề cử     | [ 113 ] |
| 2020  | Giải Nghiệp Đoàn Diễn Viên Màn Ảnh             | Màn hóa thân xuất sắc của dàn diễn viên trong phim truyền hình chính kịch                                  | Iain Armitage, Darby Camp, Chloe Coleman, Cameron Crovetti, Nicholas Crovetti, Laura Dern, Martin Donovan, Merrin Dungey, Crystal Fox, Ivy George, Nicole Kidman, Zoë Kravitz, Kathryn Newton, Jeffrey Nordling, Denis O'Hare, Adam Scott, Alexander Skarsgård, Douglas Smith, Meryl Streep, James Tupper, Robin Weigert, Reese Witherspoon và Shailene Woodley | Đề cử     | [ 114 ] |

## Tương lai
Chủ tịch HBO Casey Bloys cho biết việc triển khai mùa thứ ba là "không thực tế" do lịch trình bận rộn của dàn nhân sự chính trong chương trình, tuy nhiên ông vẫn để ngỏ việc nhà đài sẵn sàng bật đèn xanh nếu các diễn viên có thể thu xếp công việc riêng của họ. Vào tháng 10 năm 2020, Nicole Kidman đã tiết lộ trong một cuộc phỏng vấn nguồn tin tác giả Liane Moriarty đang viết cốt truyện cho phần thứ ba, nếu được tái hợp để thực hiện mùa series mới, dàn diễn viên và đoàn làm phim sẽ rất hào hứng. Tuy nhiên đến tháng 11 năm 2022, khi trò chuyện với tạp chí GQ, Zoë Kravitz xác nhận Big Little Lies sẽ không quay trở lại vì đạo diễn Jean-Marc Vallée đã qua đời.